# Avaré (gemeente)
Avaré is een gemeente in de Braziliaanse deelstaat São Paulo. De gemeente telt 84.416 inwoners (schatting 2009).

## Aangrenzende gemeenten
De gemeente grenst aan Arandu, Borebi, Botucatu, Cerqueira César, Iaras, Itaí, Itatinga, Lençóis Paulista, Paranapanema en Pratânia.

## Galerij

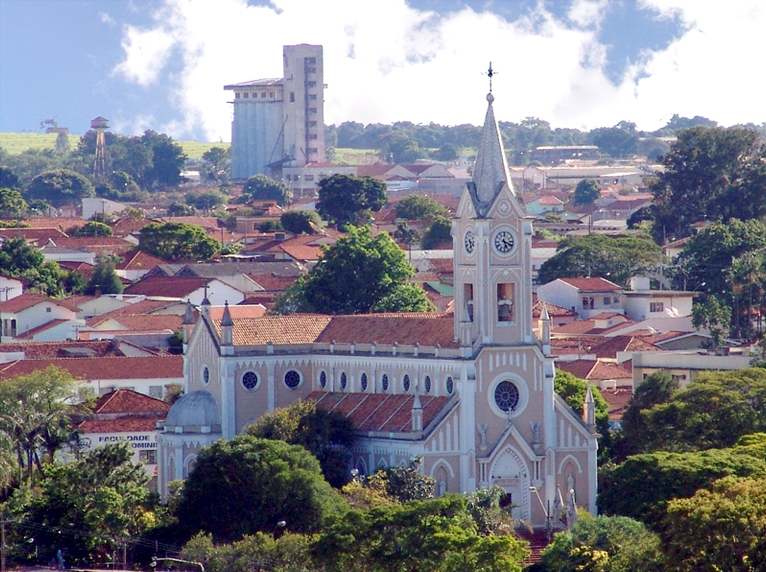
Katholieke kerk Nossa Senhora das Dores in Avaré
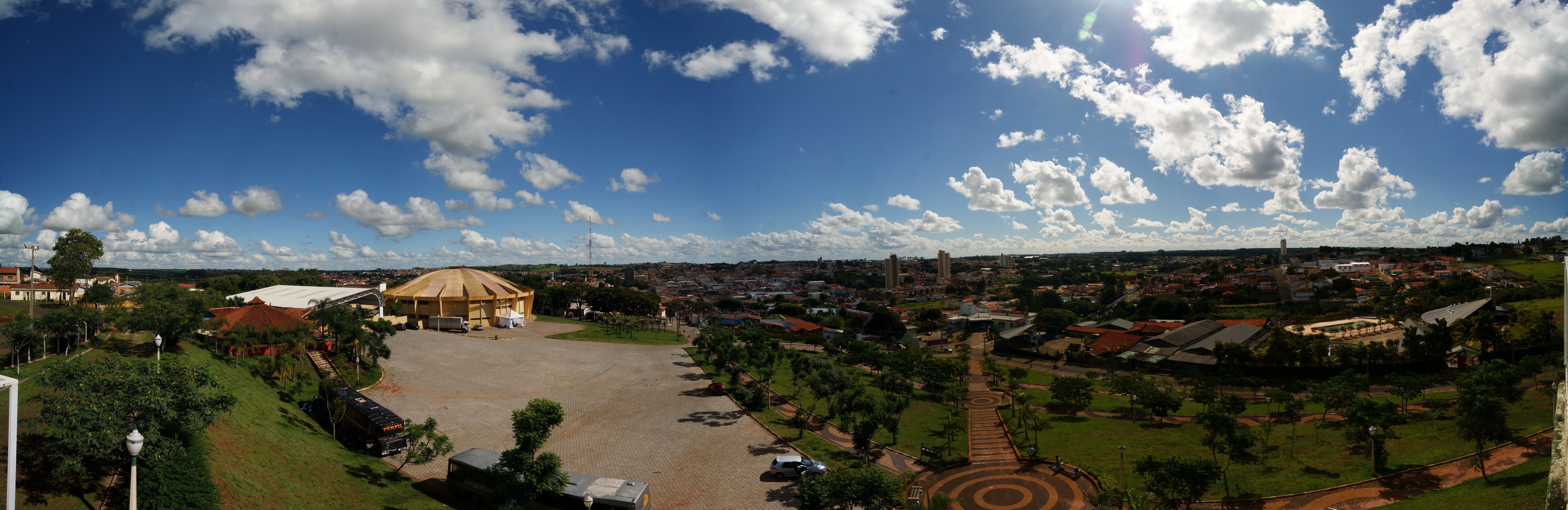
Uitzicht op Avaré vanaf het beeld van Cristo Redentor